# Lęk wysokości (film 2011)
Lęk wysokości – polski film psychologiczny z 2011 roku w reżyserii Bartosza Konopki.
Okres zdjęciowy trwał od 19 listopada do grudnia 2009 oraz w czerwcu 2010. Zdjęcia do filmu kręcono w Warszawie (m.in. ul. Krajewskiego), na Śląsku i w Tatrach.

## Obsada
- Marcin Dorociński jako Tomek Janicki
- Krzysztof Stroiński jako Wojciech Janicki, ojciec Tomka
- Dorota Kolak jako matka Tomka
- Magdalena Popławska jako Ewa Janicka, żona Tomka
- Anna Dymna jako dr Druch
- Mieczysław Grąbka jako Malik, sąsiad ojca Tomka
- Damian Matuszewski jako Tomek Janicki w dzieciństwie
- Maria Mamona jako matka Ewy
- Jacek Różański jako ojciec Ewy
- Michał Tarkowski jako lekarz pogotowia
- Andrzej Konopka jako Andrzej, wydawca w TVP
- Julia Pogrebińska jako aplikantka sądowa Magda
- Sylwia Juszczak jako Aneta Koper, urzędniczka ze spółdzielni
- Milena Lisiecka jako szatniarka
- Piotr Rybak jako Radek
- Anna Sroka jako pielęgniarka w szpitalu psychiatrycznym
- Anna Wydra jako pielęgniarka
- Tadeusz Woszczyński jako pacjent
- Zofia Bąk jako Malikowa
- Mateusz Hładki jako prezenter
- Marcin Lesiuk jako kamerzysta
- Jarosław Nowikowski jako pielęgniarz
- Krzysztof Ogonek jako sanitariusz
- Adam Szulakowski jako sanitariusz
- Jolanta Kądeja jako położna
- Krystyna Czubówna (głos)

## Nagrody i nominacje
Camerimage
- Bartosz Konopka, Piotr Niemyjski (Konkurs Debiutów Operatorskich, nominacja, 2011)
- Bartosz Konopka (Konkurs Debiutów Reżyserskich, nominacja, 2011)
- Piotr Niemyjski (Konkurs Filmów Polskich – Złota Żaba, nominacja, 2011)

Nowe Horyzonty
- Bartosz Konopka (Konkurs: Nowe Filmy Polskie, nominacja, 2011)

Złote Lwy
- Janusz Kaleja (Najlepsza charakteryzacja, Złote Lwy, wygrana, 2011)
- Bartosz Konopka (Najlepszy debiut reżyserski lub drugi film, Złote Lwy, wygrana, 2011)
- Bartosz Konopka (Złote Lwy, nominacja, 2011)

Lubuskie Lato Filmowe
- Bartosz Konopka (Złote Grono, nominacja, 2012)

Mumbai Film Festival
- II Nagroda The Silver Gateway Award (2011)

Międzynarodowy Festiwal Filmowy Mannheim-Heidelberg
- Piotr Niemyjski (Wyróżnienie Specjalne, 2011)

Prowincjonalia
- Piotr Niemyjski (Nagroda za zdjęcia, 2012)

Tarnowska Nagroda Filmowa
- Nagroda Jury Młodzieżowego (2012)